# طوكيو بيغ سايت

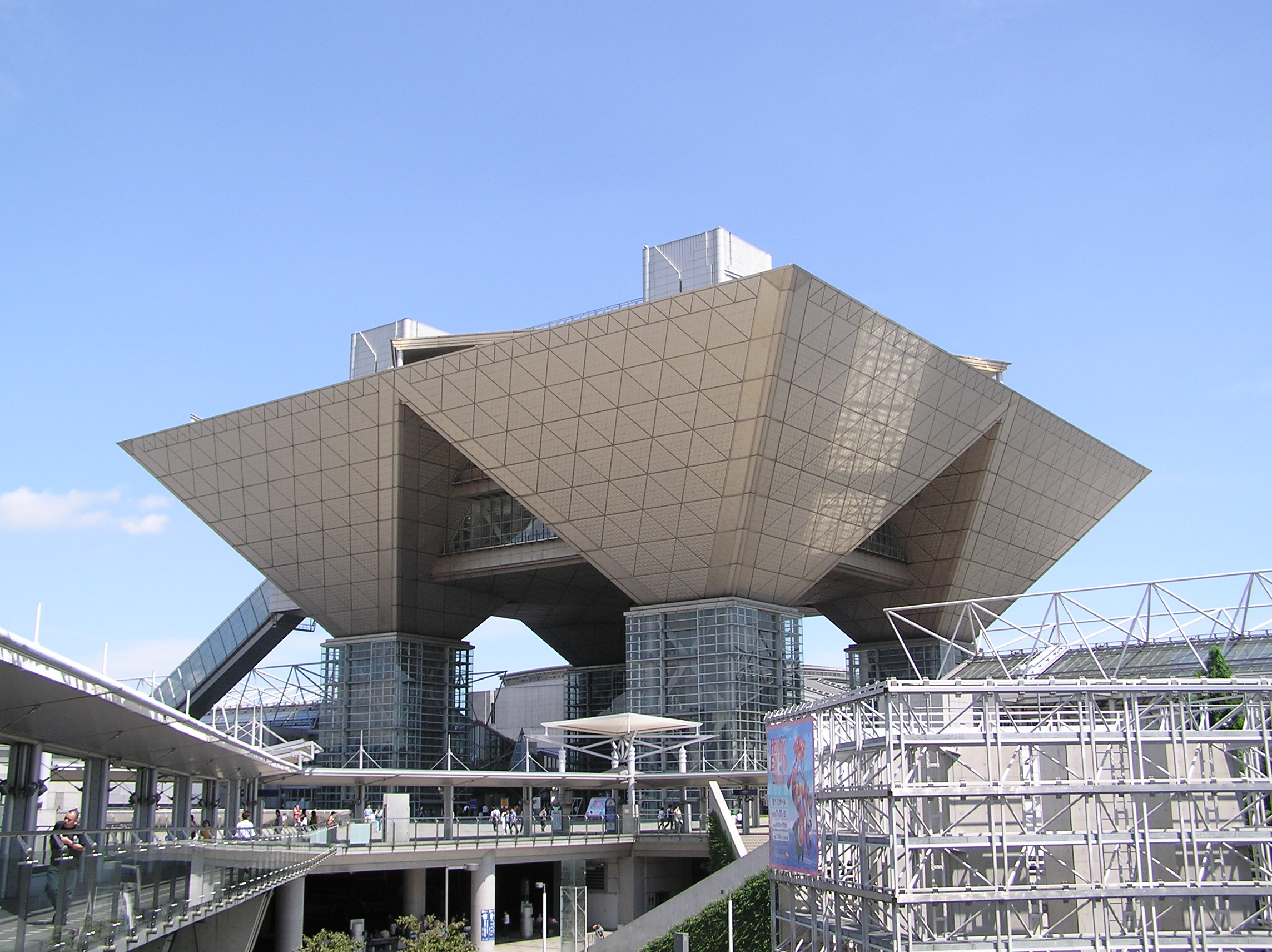
المبنى الرئيسي "توكيو بيغ سايت".

توكيو بيغ سايت (باليابانية:東京ビッグサイト) ، والاسم الكامل هي معرض طوكيو الدولي الكبير، أفتتحت في أودايبا سنة 1996م. وتقع في وسط العاصمة اليابانية طوكيو، وتعد واحد من إحدى المنشأت الرياضية للألعاب المختلفة لدورة الألعاب الأولمبية الصيفية 2020 ، والتي تتواجد مبنى توكيو بيغ سايت من صالات المنافسة الرياضية الثلاث وهي : التايكوندو والمصارعة ومبارزة سيف الشيش.

## صور

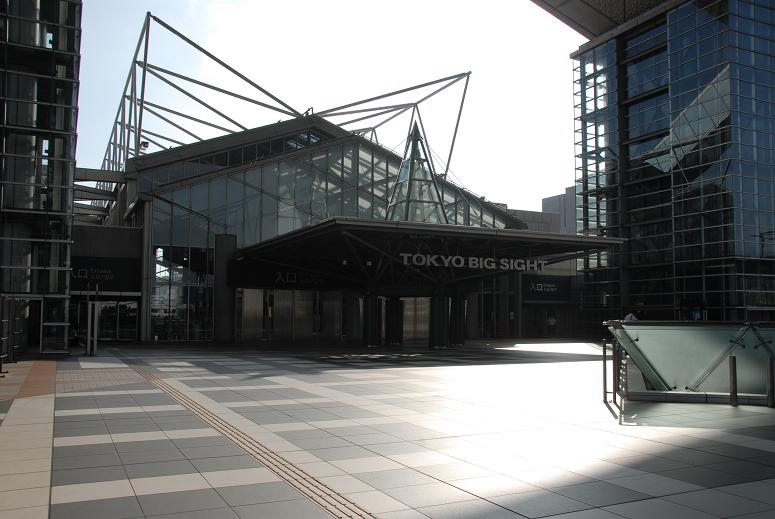
مدخل المعرض.
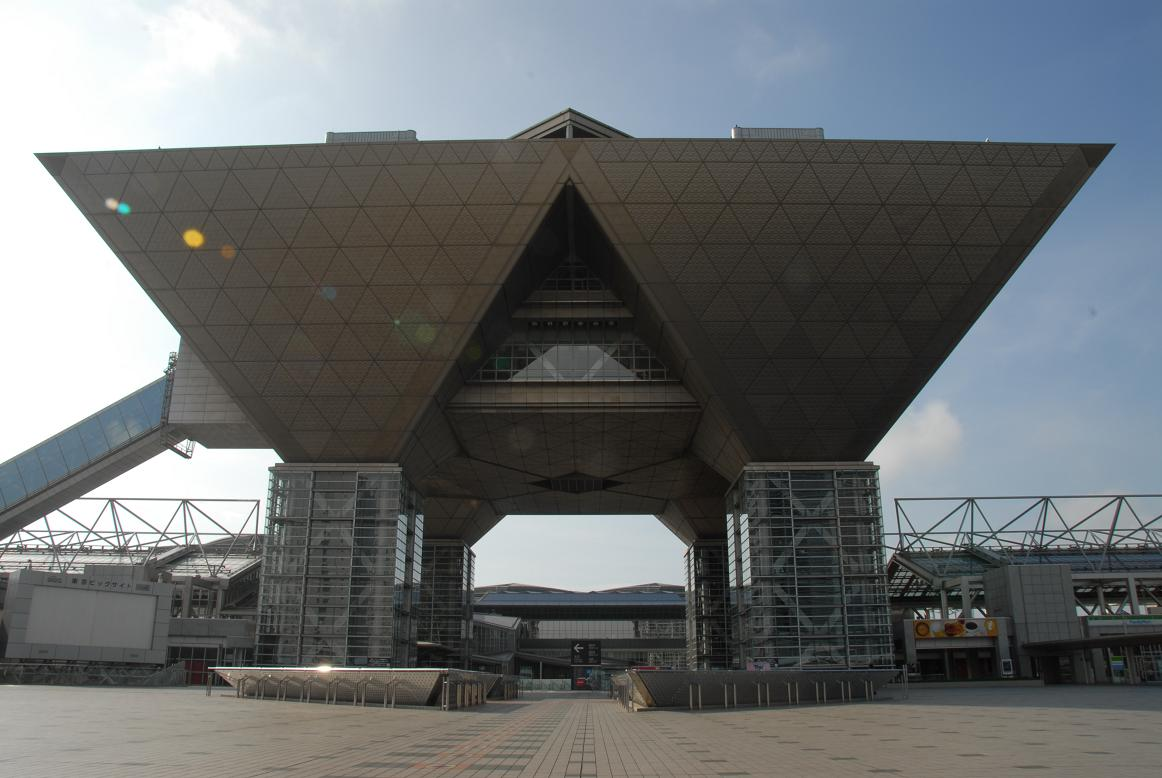
المبنى الجانبي الرئيسي.
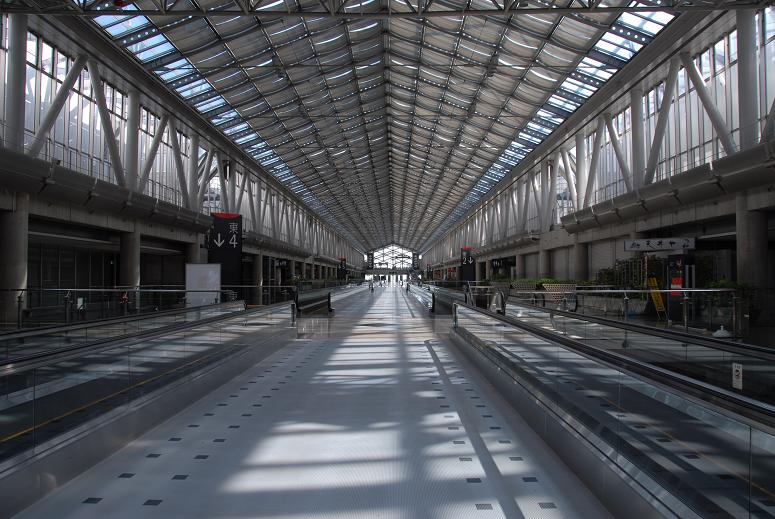
المبنى من الداخل.
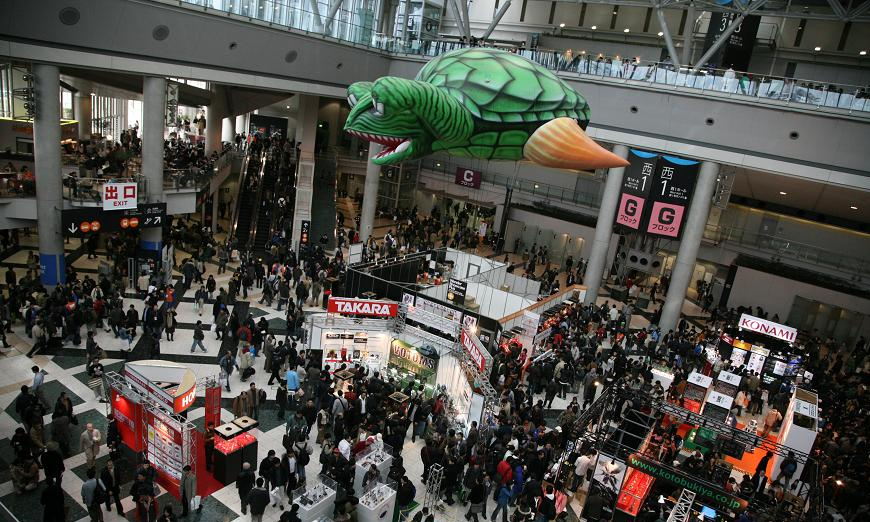
داخل المعرض في يوم مزدحم يوم 16 فبراير 2006م.

## المصدر
1. ↑  وصلة مرجع: https://www.axscom.jp/project/no01500/.
2. ↑  وصلة مرجع: https://www.daas.jp/search_site/detailInfo.php?a_id=24688.
3. 1 2  وصلة مرجع: https://www.nikkenren.com/kenchiku/pdf/585/0585.pdf.
4. ↑  Tokyo Convention & Visitors Bureau page نسخة محفوظة 01 مايو 2009 على موقع واي باك مشين. [وصلة مكسورة]
5. ↑  "Venue Plan". Tokyo 2020 Bid Committee. مؤرشف من الأصل في 2015-06-30. اطلع عليه بتاريخ 2013-09-11.

## وصلات خارجية
- Official website in Japanese
- Official website in English
- Company website نسخة محفوظة 14 أغسطس 2013 على موقع واي باك مشين.
- Tokyo Big Site Map